# Konwolutor
Konwolutor – urządzenie akustoelektroniczne wykonujące splot dwóch sygnałów elektrycznych.
Podstawą konwolutora jest piezoelektryczna płytka, na której wyrabia się dwa przetworniki międzypalczaste będące układem wejściowym. Między tymi przetwornikami znajduje się płytka z półprzewodnika. Na tej płytce i na spodzie piezoelektryka umieszcza się elektrody stanowiące wyjście. Zasada działania kowolutora opiera się na przetworzeniu sygnałów elektrycznych na akustyczne fale powierzchniowe przez przetworniki. Pola elektryczne tych fal wzbudzają przepływ prądu w półprzewodniku, który jest całkowany przez elektrody. Konwolutory są wykorzystywane m.in.: w radarach, gdzie kompresują sygnały sondujące.